# Ганицкий, Всеволод Иванович
Ганицкий, Всеволод Иванович (1 апреля 1935, Пермь — 2016, Москва) — советский и российский учёный-горняк, специалист в области организации и управления горным производством. Доктор технических наук, профессор Московского горного института.

## Биография
Всеволод Иванович Ганицкий родился 1 апреля 1935 года в г. Пермь в семье служащих. Окончив в 1958 г. Московский горный институт (сейчас - один из институтов НИТУ "МИСиС") по специальности "Открытая разработка месторождений полезных ископаемых", был направлен на работу в Норильский горно-металлургический комбинат. Проработав в течение трех лет на должностях горного мастера, начальника буровзрывного участка, заместителя главного инженера карьера, он поступил в аспирантуру МГИ и в 1966 г. защитил кандидатскую диссертацию.
С этого времени жизнь В.И. Ганицкого неразрывно связана с Московским горным институтом. С 1966 г. в должности ст. преподавателя кафедры «Открытые горные работы», а с 1967 г. работает доцентом вновь организованной кафедры «Исследование операций» (ныне кафедра «Организация и управление в горной промышленности»), с 1970 г. — научный руководитель отраслевой лаборатории "Экономика, организация и управление производством на карьерах цветной металлургии".
В 1976 г. В.И. Ганицкий успешно защищает докторскую диссертацию, в которой впервые разрабатывает теорию и прикладные задачи организации производства на карьерах; в 1977 г. он избран на должность заведующего кафедрой "Организация и управление в горной промышленности", в следующем году ему присвоено звание профессора. На должности завкафедрой проработал 15 лет, позже являлся профессором кафедры.

## Научная и педагогическая деятельность
Научные идеи и разработки В.И. Ганицкого позволили сформировать несколько новых научных направлений, по которым выполнены продуктивные исследовательские работы: использование математического моделирования при перспективном планировании свинцово-цинковой и медномолибденовой подотраслей цветной металлургии; разработка экспертной системы управления развитием горнодобывающих предприятий; разработка эффективных методов подготовки и использования инженерных кадров в горной промышленности и ряд других.
В.И. Ганицкий вел большую научно-исследовательскую работу на ряде предприятий черной и цветной металлургии, а также угольной промышленности. Под его руководством и при непосредственном участии были решены задачи научной организации производства и управления на рудниках Норильского ГМК, Оленегорского ГОКа, Сорского комбината, Каджаранского ММК.
В течение ряда лет под руководством В.И. Ганицкого выполнялись научные исследования и разработки проблем организации горных работ и управления на алмазодобывающих предприятиях Якутии, на основании которых им была разработана программа создания экспертной системы социального менеджмента на горных предприятиях АК "Алмазы России — Саха".
Во время его руководства кафедрой были созданы новые для горного производства специальности: "Управление и экономика", "Организация производства", "Менеджмент".
Под научным руководством В.И. Ганицкого подготовили и защитили кандидатские диссертации 26 аспирантов и соискателей, в том числе преподаватели вузов и руководители крупных горнодобывающих предприятий, он являлся консультантом 4 докторских диссертаций. Среди  учеников и последователей — ученые и горные инженеры Болгарии, Венгрии, Германии, Китая, Афганистана.
Профессором В.И. Ганицким опубликовано более 200 научных работ, в том числе несколько монографий, учебных пособий и учебник. Одно из последних его учебных пособий, опубликованное в 2004 г. – «Менеджмент горного производства», было первым пособием, в котором были системно изложены основные принципы и направления современного горного менеджмента.
В.И. Ганицкий был членом нескольких специализированных советов по присуждению учёных степеней.

## Признание
За разработку методов и инструментов управления горным производством, их внедрение в практику и подготовку высококвалифицированных специалистов профессор В.И. Ганицкий награжден орденами «Знак почёта» и «Дружбы», почетным знаком «Шахтерская слава» I, II, и III степени, медалями «За доблестный труд», «Ветеран труда», «В память 850-летия Москвы». Ему присвоено почетное звание «Почетный работник ТЭК».